# مارتن أميديك
مارتن أميديك (بالألمانية: Martin Amedick)‏  من مواليد 6 سبتمبر عام 1982 في ديلبروك، هو لاعب كرة قدم ألماني سابق.

## بوروسيا دورتموند

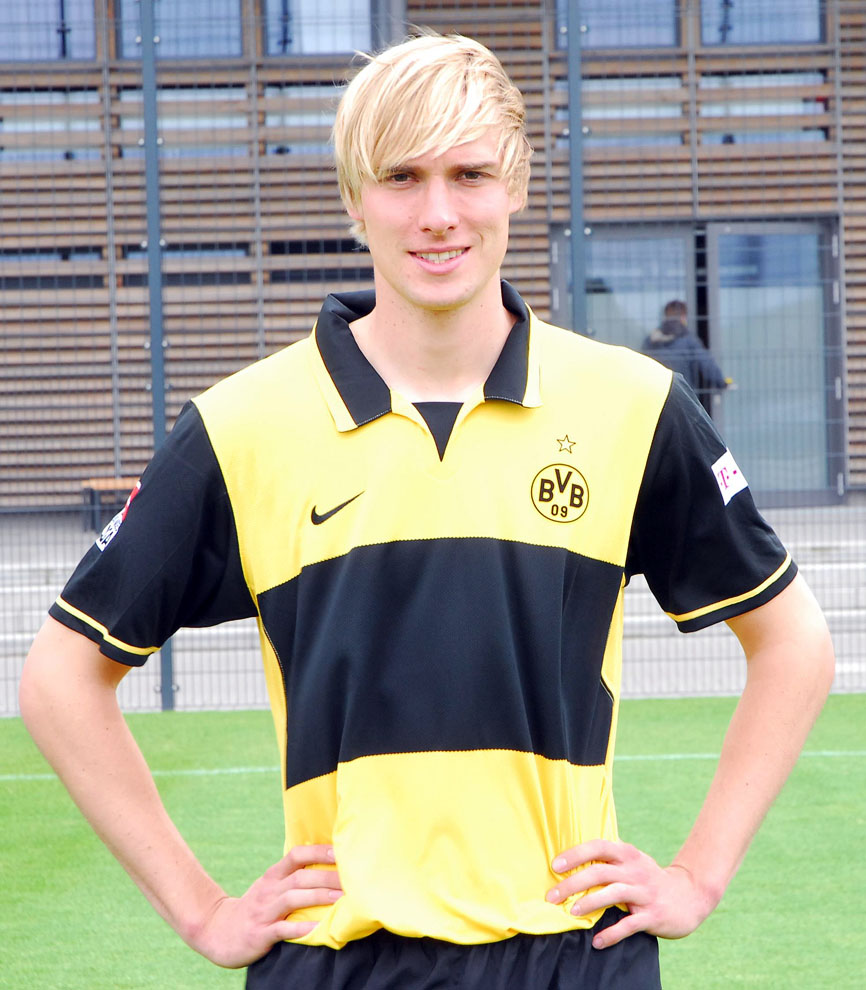
أميديك مع بوروسيا دورتموند (2007)

## روابط خارجية
- مارتن أميديك على موقع قاعدة بيانات كرة القدم.إي يو (الإنجليزية)
- مارتن أميديك على موقع بيانات كرة القدم. دي إي (الألمانية)
- مارتن أميديك على موقع عالم كرة القدم.نت (الإنجليزية)
- مارتن أميديك على موقع AS.com (الإسبانية)